# فرشوشتر
فرشوشتر  یا فراشستر یا فِرَشَه‌اُشتُرَه نام پدر هووی همسر زرتشت و برادر جاماسپ بوده‌ است. فرشوستر و برادرش  جاماسپ از خاندان هُوَگوَ و هر دو وزیر گشتاسب کیانی بوده‌اند. در یسنا ۵۱ فقره ۱۷ دربارهٔ وصلت زرتشت با  هووی آمده‌ است «دختر گرانبها و عزیز را، فراشستر هوگو به زنی به من داد و پادشاه توانا اهورامزدا، برای ایمان پاک او دخترش را به دولت راستی رساند.»
در منابع عرفانی مانند حکمت اشراق این نام ، فرشادشور یا فرشوشتر شناسانده شده است که در راه عرفان و حکمت اشراق در پیروی زرتشت و از جانشینان او شمرده شدند 